# 케무리쿠사

케무리쿠사(일본어: ケムリクサ, Kemurikusa)는 2010년부터 2012년까지 업로드된 동명의 오리지널 넷 애니메이션을 각색한 일본 애니메이션 TV 시리즈이다. 이 시리즈는 야오요로즈가 제작했으며 2019년 1월부터 3월까지 초연되었다. 이 작품은 신비한 붉은 안개와 적대적인 붉은 로봇 곤충인 아카무시가 득실거리는 종말 이후의 세계에서 세 자매의 생존 여정을 따라간다. 2020년에 해체되어 8million으로 합병되기 전 야오로조쿠의 마지막 작품이었다.